# Arrivano i dollari!
Pour plus de détails, voir Fiche technique et Distribution.
Arrivano i dollari! (littéralement : Les dollars viennent!) est un film italien réalisé par Mario Costa et sorti en 1957.

## Synopsis
L'oncle Arduino Pasti, immigré pauvre en Afrique du Sud, laisse à  son décès un héritage remarquable à ses cinq petit-enfant en Italie qui font tout pour en profiter au maximum. Giuseppe (Nino Taranto) et le comte Alfonso (Alberto Sordi) tentent avant tout de faire valoir l'héritage jusqu'au sou.

## Fiche technique
- Titre original : Arrivano i dollari!
- Réalisation : Mario Costa
- Scénario : Gigliola Falluto, Giovanni Grimaldi, Ruggero Maccari, Giuseppe Mangione, Fulvio Pazziloro
- Photographie : Tino Santoni
- Montage : Mario Serandrei
- Musique : Carlo Innocenzi
- Direction artistique : Peppino Piccolo
- Décors : Luigi D'Andria
- Costumes : Franco Nardelli
- Producteur : Felice Zappulla
- Société(s) de production : Fortunia Film
- Pays d’origine :  Italie
- Langue originale : italien
- Format : noir et blanc
- Genre : Comédie
- Durée : 82 minutes
- Dates de sortie : 
  -  Italie : 29 mars 1957

## Distribution
- Alberto Sordi : comte Alfonso Pasti
- Nino Taranto : Giuseppe Pasti
- Isa Miranda : Caterina Marchetti
- Mario Riva : Cesaretto Pasti
- Riccardo Billi : Michelino Pasti
- Rita Giannuzzi : Hélène Marigny
- Sergio Raimondi : Piero Pasti
- Turi Pandolfini : le majordome
- Diana Dei : Clara Pasti
- Ignazio Balsamo : Ernesto
- Piera Arico